# Fardella
Fardella é uma comuna italiana da região da Basilicata, província de Potenza, com cerca de 765 habitantes. Estende-se por uma área de 27 km², tendo uma densidade populacional de 28 hab/km². Faz fronteira com Carbone, Castelluccio Inferiore, Chiaromonte, Episcopia, Francavilla in Sinni, Latronico, San Severino Lucano, Teana, Viggianello.

## Demografia
| Variação demográfica do município entre 1861 e 2011                               |
|                                                                                   |
| Fonte: Istituto Nazionale di Statistica (ISTAT) - Elaboração gráfica da Wikipedia |